# Johnson Construction Company
Johnson Construction Company AB (JCC), tidigare byggbolag bildat 1980 genom sammanslagning av Johnson-ägda Nya Asfalt AB (grundat 1875) och Svenska Väg AB (grundat 1930). Företaget gick 1988 samman med ABV varvid NCC bildades.

## Historia
Skeppsredaren och industrimannen Axel Ax:son Johnson (Generalkonsuln) lät 1928 bygga upp ett stort oljeraffinaderi i Nynäshamn. Försäljningen av raffinaderiprodukterna kom att ske via det samma år bildade AB Nynäs Petroleum. Genom byggandet av oljeraffinaderiet kom även planer på asfalttillverkning på tal. Detta föranledde att det år 1876 grundade Nya Asfalt AB köptes 1928. Asfalttillverkningen kom att fördjupa Johnsons engagemang inom byggsektorn, som inletts 1917 genom att AB Karta & Oaxens Kalkbruk i Södermanland förvärvats. Detta företag såldes redan 1922 till Skånska Cement AB. 1917 hade emellertid även en betydande ägarandel i Nya Murbruksfabrikens i Stockholm AB införskaffats. Inom detta företag började i mitten av 1920-talet en vägbyggnadsverksamhet att växa fram, vilken 1930 avskildes i ett separat företag Svenska Väg AB. 
År 1980 fattades beslut om att Nya Asfalt och Svenska Väg skulle slås ihop till ett byggbolag, vilket också skedde 1982 då JCC (Johnson Construction Company AB) bildades. I samband med att JCC förvärvade ABV 1988 bildades NCC (Nordic Construction Company).